# Marcilly (Sekwana i Marna)
Marcilly – miejscowość i gmina we Francji, w regionie Île-de-France, w departamencie Sekwana i Marna.
Według danych na rok 1990 gminę zamieszkiwało 360 osób, a gęstość zaludnienia wynosiła 52 osób/km² (wśród 1287 gmin regionu Île-de-France Marcilly plasuje się na 886. miejscu pod względem liczby ludności, natomiast pod względem powierzchni na miejscu 556.).